# Stenus cautus
Stenus cautus – gatunek chrząszcza z rodziny kusakowatych i podrodziny myśliczków (Steninae).
Gatunek ten został opisany w 1839 roku przez Wilhelma Ferdinanda Erichsona.
Chrząszcz o ciele długości od 2,5 do 3,1 mm, pozbawionym mikrorzeźby, gęsto i długo owłosionym. Szerszą od nasady pokryw głowę charakteryzuje wypukły środek i niezbyt wyraźnie wklęśnięte boki czoła. Przedplecze jest wyraźnie krótsze od pokryw, a podłużna bruzda na jego środku jest co najwyżej słabo zaznaczona i krótka. W tyle przedplecza znajduje się przewężenie. Początkowe tergity odwłoka mają po cztery krótkie, podłużne listewki po bokach części nasadowych. Krawędzie odwłoka są szeroko odgraniczone bruzdą. Odnóża są ubarwione czerwonobrunatnie lub ciemnobrunatnie. Krótkie tylne stopy są niewiele dłuższe niż połowa goleni.
Owad palearktyczny, w Europie rozprzestrzeniony od Beneluxu i Francji na zachodzie po Włochy, Dalmację i Rumunię na południu. Na północy sięga poza koło podbiegunowe. Na wschód po Rosję i Turcję. W Polsce dość rzadki. Zasiedla tereny bagienne, torfowiska i pobrzeża wód, wybierając miejsca o silnym zacienieniu.